# نيوي إبيفاتي (ثيسالونيكي)
نيوي إبيفاتي (Νέοι Επιβάται) هي مدينة في ثيسالونيكي في مقاطعة فوريا إلادا في اليونان.